# Millettia semseii
Millettia semseii är en ärtväxtart som beskrevs av Jan Bevington Gillett. Millettia semseii ingår i släktet Millettia och familjen ärtväxter. IUCN kategoriserar arten globalt som sårbar. Inga underarter finns listade i Catalogue of Life.